# Anna Enger Ritch
Anna Enger Ritch (* 2. März 1988) alias Anna Enger ist eine US-amerikanische Schauspielerin.

## Leben
Anna Enger Ritch wuchs auf der Pazifikinsel Guam auf und ist das zweitälteste von sechs Kindern. Nach ihrem Umzug in die USA absolvierte sie ihre erste Bühnenausbildung an der Savannah Arts Academy.
Ritch tritt seit 2007 als Schauspielerin in Erscheinung. Sie spielte in Serien wie Hawaii Five-0 (2017, 2019), Spuk in Hill House (2018), Chicago Med (2018 bis 2019) und Walker (2022 bis 2023) mit. Von 2022 bis 2025 war sie in ihrer Rolle der „Zoe Powell“ in der CBS-Serie S.W.A.T. zu sehen.

## Filmografie
- 2007: Reich und Schön (The Bold and the Beautiful, Fernsehserie, 3 Folgen)
- 2009: Drop Dead Diva (Fernsehserie, 1 Folge)
- 2010: Meet the Browns (Fernsehserie, 1 Folge)
- 2011: Savage
- 2011: Dr. Dani Santino – Spiel des Lebens (Necessary Roughness, Fernsehserie, 1 Folge)
- 2011: Vampire Diaries (Fernsehserie, 3 Folgen)
- 2011: 96 Minuten (96 Minutes)
- 2011: Hail Mary (Fernsehfilm)
- 2012: Teen Wolf (Fernsehserie, 1 Folge)
- 2013: Prakti.com (The Internship)
- 2013: Devious Maids – Schmutzige Geheimnisse (Devious Maids, Fernsehserie, 1 Folge)
- 2013: Anchorman – Die Legende kehrt zurück (Anchorman 2: The Legend Continues)
- 2014: Endless Love
- 2014: Rectify (Fernsehserie, 1 Folge)
- 2014: Nashville (Fernsehserie, 1 Folge)
- 2015: Complications (Fernsehserie, 1 Folge)
- 2016: The Choice – Bis zum letzten Tag (The Coice)
- 2016: The Jury (Fernsehfilm)
- 2017: Superstition (Fernsehserie, 1 Folge)
- 2017, 2019: Hawaii Five-0 (Fernsehserie, 2 Folgen)
- 2018: Life Sentence (Fernsehserie, 3 Folgen)
- 2018: Spuk in Hill House (The Haunting of Hill House, Miniserie, 2 Folgen)
- 2018–2019: Chicago Med (Fernsehserie, 9 Folgen)
- 2019: New York Undercover (Fernsehfilm)
- 2020–2021: Navy CIS: New Orleans (NCIS: New Orleans, Fernsehserie, 2 Folgen)
- 2022–2023: Walker (Fernsehserie, 6 Folgen)
- 2022–2025: S.W.A.T. (Fernsehserie, 52 Folgen)
- 2023: On a Wing and a Prayer